# Clarinda
Clarinda fue una poeta anónima peruana, posiblemente nació en la Ciudad de los Reyes o Lima, capital de los Reinos y Provincias del Perú, a finales del siglo XVI.  
Su poema Discurso en Loor de Poesía se publicó en el Parnaso Antártico, Lima, que dirigía Diego Mexía de Fernangil en 1608. Este poema, es reconocido como un verdadero arte poético, a la vez que responde al planteo criollo de exaltar el espacio y tiempo peruano como algo excepcional y distinto a lo español.